# Historia de la Unión Soviética (1985-1991)
La historia de la URSS desde 1985 hasta 1991 recorre sus comienzos, sus años de esplendor y como la guerra fría los metió en una vorágine de gasto en defensa hasta llegar al colapso a manos de dos agentes de EEUU, Mijail Gorbachov y Boris Yeltsin. El colapso de la Unión Soviética, que le llevó a desmembrarse en una multitud de Estados, comenzó a principios de 1985 y finalizó con la desaparición de la propia Unión.
Tras décadas de desarrollo militar soviético conseguido en detrimento del desarrollo de la economía doméstica, el crecimiento económico llegó a un punto muerto. Los fallidos intentos de reforma, una economía estancada y la guerra de Afganistán fueron provocando un progresivo sentimiento general de descontento, especialmente en las Repúblicas Bálticas y en el Bloque del Este. Las reformas políticas y sociales más profundas, llevadas a cabo por el último líder de la Unión Soviética, Mijaíl Gorbachov, y denominadas perestroika y glásnost, crearon una atmósfera de crítica abierta al régimen de Moscú. La dramática caída del precio del petróleo en 1985 y 1986, y la consecuente falta de divisas que debían utilizarse en la compra de grano en los siguientes años influyó profundamente en la actuación de los líderes soviéticos. Algunas Repúblicas Socialistas Soviéticas empezaron a resistirse al poder central de Moscú, al calor de la relativa democratización. El déficit comercial amenazaba las arcas de la Unión, acercándola a una posible situación de quiebra debido al colapso económico de la Unión Soviética.
La Unión Soviética colapsaría finalmente en 1991. Tras el fallido golpe de Estado de agosto, los acontecimientos se precipitarían. Gorbachov acabaría dimitiendo el 25 de diciembre, y el Soviet Supremo reconocería al día siguiente la extinción de la Unión, disolviéndose y asumiendo Rusia los compromisos y la representación internacional del desaparecido Estado.

## El ascenso de Gorbachov
Después de años de estancamiento de las reformas en la URSS, entre 1969 y 1987, "el nuevo pensamiento" de los apparátchiks comunistas más jóvenes comenzó a tomar importancia. Tras la muerte de Konstantín Chernenko, el Politburó eligió a Mijaíl Gorbachov para el puesto de Secretario General del PCUS en marzo de 1985, marcando la subida de una nueva generación al poder. 

Bajo Gorbachov, los tecnócratas relativamente jóvenes, favorables a la reforma, y que habían comenzado sus carreras en el auge de la "desestalinización" bajo Nikita Jrushchov, rápidamente consolidaron su poder dentro del PCUS. Así, proporcionaron el nuevo ímpetu necesario para la liberalización política y económica, así como para que se cultivasen relaciones más cálidas y comerciales con el Oeste.

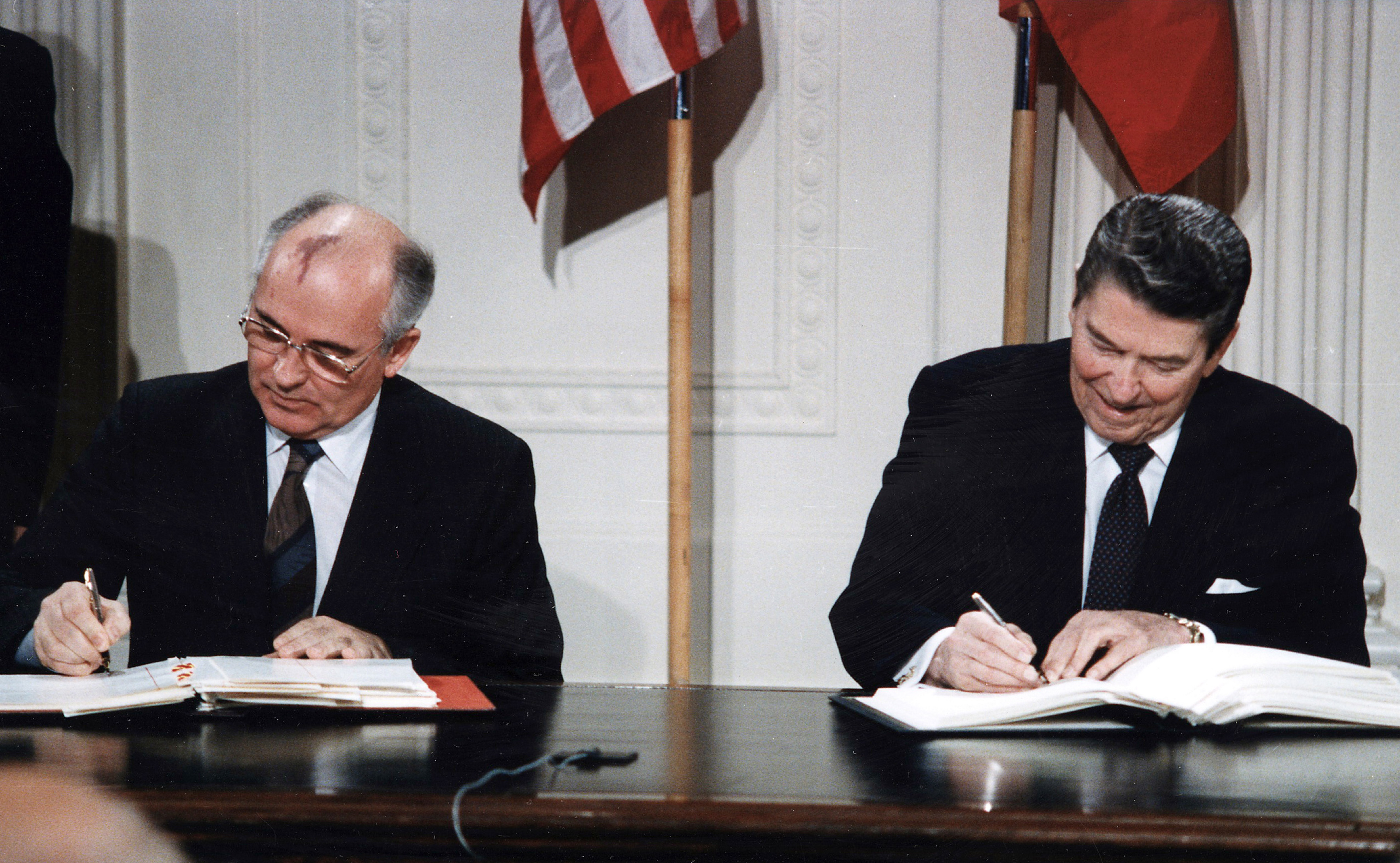
Mijaíl Gorbachov y Ronald Reagan firman el Tratado de eliminación Fuerzas Nucleares Intermedias (NIF) en 1987.

Jimmy Carter había terminado oficialmente la política de détente, ayudando militarmente al presidente de Pakistán, Muhammad Zia-ul-Haq, quien por su parte financiaba el movimiento Muyahidín antisoviético en el país vecino de Afganistán, después de la intervención soviética en aquel país. Las tensas relaciones entre ambas superpotencias se agravaron cuando Carter decidió embargar comercialmente a la URSS declarando que la "invasión de Afganistán" era "la amenaza más seria para la paz desde la Segunda Guerra Mundial". 
La tensión siguió aumentado durante el primer período del mandato del presidente estadounidense Ronald Reagan (1981–1985), alcanzando niveles no vistos desde la Crisis de los misiles de Cuba. Reagan tomó una postura de línea dura contra la Unión Soviética, etiquetándola como un "imperio del mal," que sería relegado "al montón de ceniza de la historia." Amenazó con desarrollar un sistema de defensa contra misiles balísticos (también conocido como "Guerra de las Galaxias") contra el que los soviéticos no serían capaces de competir.
Mientras Gorbachov lideraba el proceso que conduciría al desmantelamiento de la economía estatalista soviética a través de sus programas de glásnost (apertura, transparencia), perestroika (reestructuración política, reformas económicas), y uskoréniye (aceleramiento del desarrollo económico) anunciados en 1986, la economía soviética sufrió tanto de inflación oculta como de una creciente escasez de suministros. La situación se agravaba por la existencia de un mercado negro cada vez más abierto, que minaba la economía oficial. Además, los gastos propios de ser una superpotencia — gastos militares, KGB, subvenciones a estados adheridos — sobrepasaban la capacidad económica soviética. 
La nueva era de la industrialización basada en las tecnologías de la información dejaría a la Unión Soviética sin acceso a la tecnología occidental y necesitada de créditos con los que poder responder y sobreponerse a su creciente atraso. A todo ello además se unieron la participación en la guerra de Afganistán, señalada habitualmente como el Vietnam de la URSS, y el desastre de Chernóbil en 1986, que supondría un grave golpe para el prestigio soviético, además de una tragedia humanitaria de proporciones colosales.

## Reformas

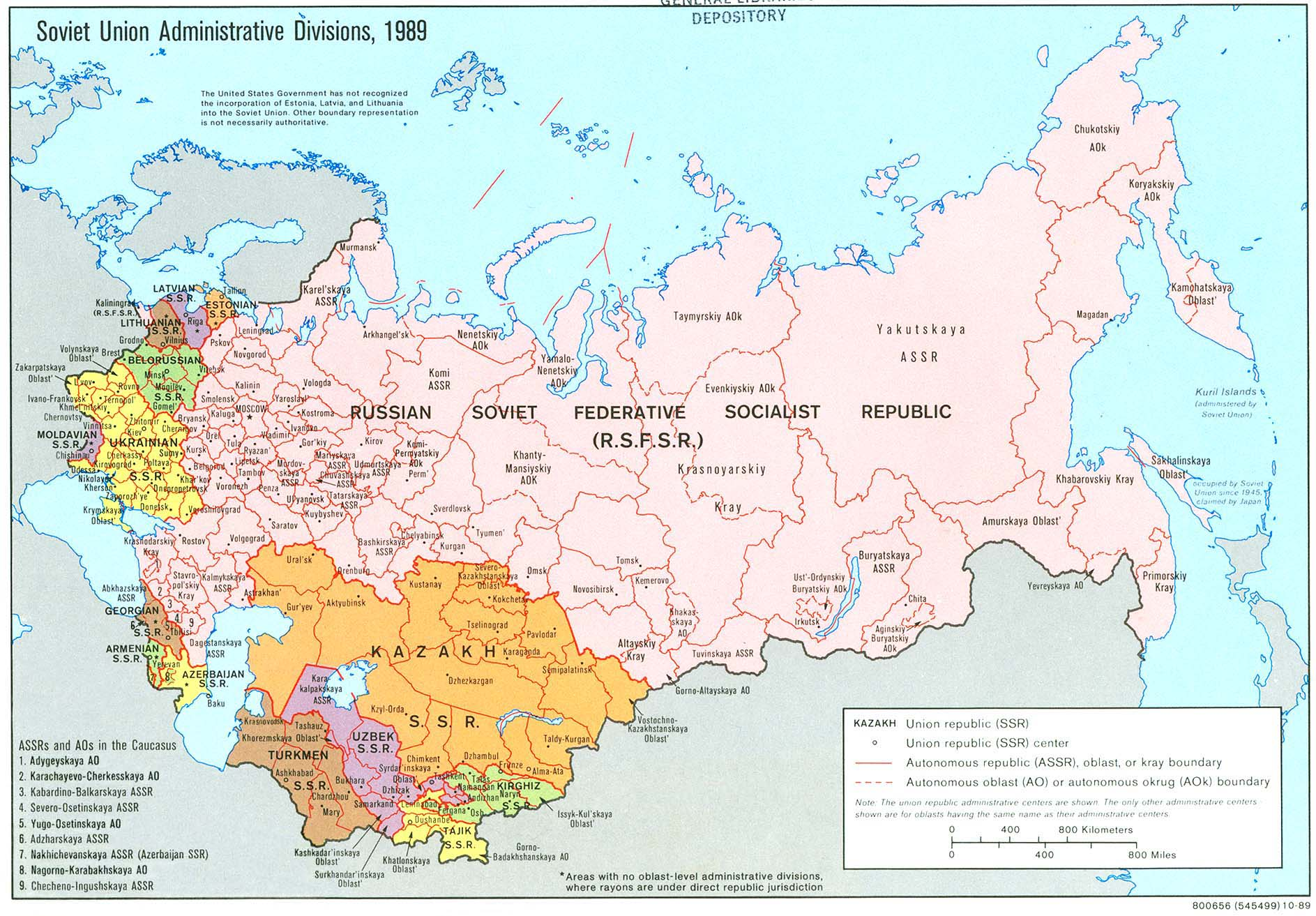
Divisiones administrativas de la Unión Soviética inmediatamente antes de su desaparición (1989).

La Ley sobre Cooperativas decretada en mayo de 1988 fue una de las reformas más radicales de la primera parte de la era Gorbachov. Por primera vez desde la NEP de Lenin, la ley permitía la propiedad privada de negocios en los servicios, la industria y algunos sectores del comercio exterior. Aunque en un principio imponía altos impuestos y restricciones al empleo, posteriormente fue revisada para alentar la actividad del sector privado. Los restaurantes, tiendas y fábricas cooperativas privadas fueron convirtiéndose en parte del paisaje soviético.
En una conferencia en 1987 del economista soviético Leonid Abalkin, consejero de Gorbachov, este concluía: "las transformaciones profundas en la dirección de la economía no pueden ser realizadas sin los correspondientes cambios en el sistema político." Gorbachov confiaba en que su política de glásnost presionase a los conservadores opuestos a sus políticas de reestructuración económica, esperando que la población soviética, alentada por la apertura, el debate y la participación, apoyara sus reformas.
La glásnost derivó en una mayor libertad de expresión y prensa. Miles de presos políticos y disidentes fueron liberados. Los científicos sociales soviéticos pudieron empezar a explorar y publicar libremente acerca de muchos temas previamente prohibidos; se empezaron a realizar incluso encuestas públicas de opinión. Se fundó el Centro de la Unión para la Investigación de Opinión Pública (VTsIOM), instituto de investigación electoral. Los archivos estatales se hicieron más accesibles, y vieron las luces estadísticas hasta entonces secretas, sobre temas tales como disparidad de ingresos, delitos, suicidios, abortos, y mortalidad infantil. El primer centro para estudios de género nació dentro del recién creado Instituto para el Estudio Socioeconómico de la Población Humana.
En enero de 1987, Gorbachov impulsó nuevas medidas democratizadoras: se aprueba la pluralidad de candidaturas. En junio del año siguiente, en la XIX Conferencia del PCUS, Gorbachov impulsó reformas radicales, destinadas a reducir el control del partido sobre el gobierno. En diciembre de 1988, el Soviet Supremo aprobó la fundación del Congreso de los Diputados del Pueblo, que sería el nuevo cuerpo legislativo de la Unión Soviética. Las elecciones al Congreso se celebraron en toda la URSS en marzo y abril de 1989, y tras ellas el 15 de marzo de 1990 Gorbachov fue elegido primer (y único) Presidente de la Unión Soviética.

## Consecuencias
Los esfuerzos de Gorbachov por dinamizar el sistema comunista acabaron convirtiéndose en incontrolables, parte de una cascada de acontecimientos que concluirían con la propia disolución de la Unión Soviética. Concebidas como instrumentos para sostener la economía soviética, la perestroika y la glásnost pronto condujeron a ciertas consecuencias involuntarias.

### Autoimagen de la URSS
La relajación que trajo consigo la glásnost provocó que el PCUS perdiera su dominio absoluto sobre los medios de comunicación. En poco tiempo estos comenzaron a exponer los graves problemas sociales y económicos que el gobierno soviético había negado largo tiempo, cuando no ocultado. Entre los más llamativos se encontraban los problemas de la vivienda, el alcoholismo, las drogas, la contaminación, las fábricas anticuadas de la era de Stalin y la corrupción. Todos esos problemas no habían existido en el discurso de los medios oficiales durante décadas. Los medios también expusieron delitos cometidos por el propio Stalin y por el régimen soviético, como el Gulag, los tratados firmados con Hitler, especialmente el ocultado oficialmente Protocolo Adicional secreto del Pacto Ribbentrop-Mólotov, y las Grandes Purgas. Además, la guerra de Afganistán y el mal manejo del desastre de Chernóbil en 1986 dañaron la credibilidad del gobierno.
En total, la visión positiva de la vida en la URSS que habían mostrado los medios oficiales durante décadas estaba siendo rápidamente desmontada. Esto minó la fe del público en el sistema, y erosionó la base social del Partido Comunista, amenazando la identidad y la integridad de la misma Unión.

### La economía
Al calor de las políticas de la glásnost, la insatisfacción pública por las duras condiciones económicas se expresaba más abiertamente. Los avances liberalizadores de la perestroika no produjeron los efectos económicos suficientemente importantes para reactivar la economía del país a finales de los años 1980. Las reformas incluían medidas descentralizadoras, pero quedaban aún intactos la mayor parte de los elementos fundamentales del sistema estalinista, incluyendo el control de precios, la inconvertibilidad del rublo, la exclusión de la administración de la propiedad privada, y el monopolio estatal sobre la mayor parte de los medios de producción.
Hacia 1990, el gobierno soviético había perdido el control de las condiciones económicas. En 1989 por primera vez se iniciaba oficialmente la recesión económica. En el período 1989—1991 tocó techo su principal problema económico, el déficit mercantil; del mercado libre desaparecieron muchas de las mercancías básicas, y se generalizó el racionamiento. Los gastos del Estado aumentaron bruscamente cuando un buen número de empresas deficitarias requirieron de ayudas estatales para mantener los precios.
Por otro lado, los ingresos fiscales disminuían mientras las repúblicas y las administraciones municipales retenían los ingresos fiscales que debían ir al gobierno central, invocando la creciente autonomía regional. La campaña anti−alcohol redujo también los ingresos fiscales, que en 1982 suponían, por este concepto, el 12 por ciento de los ingresos estatales. La eliminación del control central de las decisiones acerca de la producción, sobre todo en el sector de los bienes de consumo, condujo a la quiebra en las tradicionales relaciones suministrador−productor sin crear otras nuevas. Así, en vez de dinamizar el sistema, la descentralización de Gorbachov provocó nuevos cuellos de botella en la producción.

### Europa del Este: la pérdida de la "barrera natural"

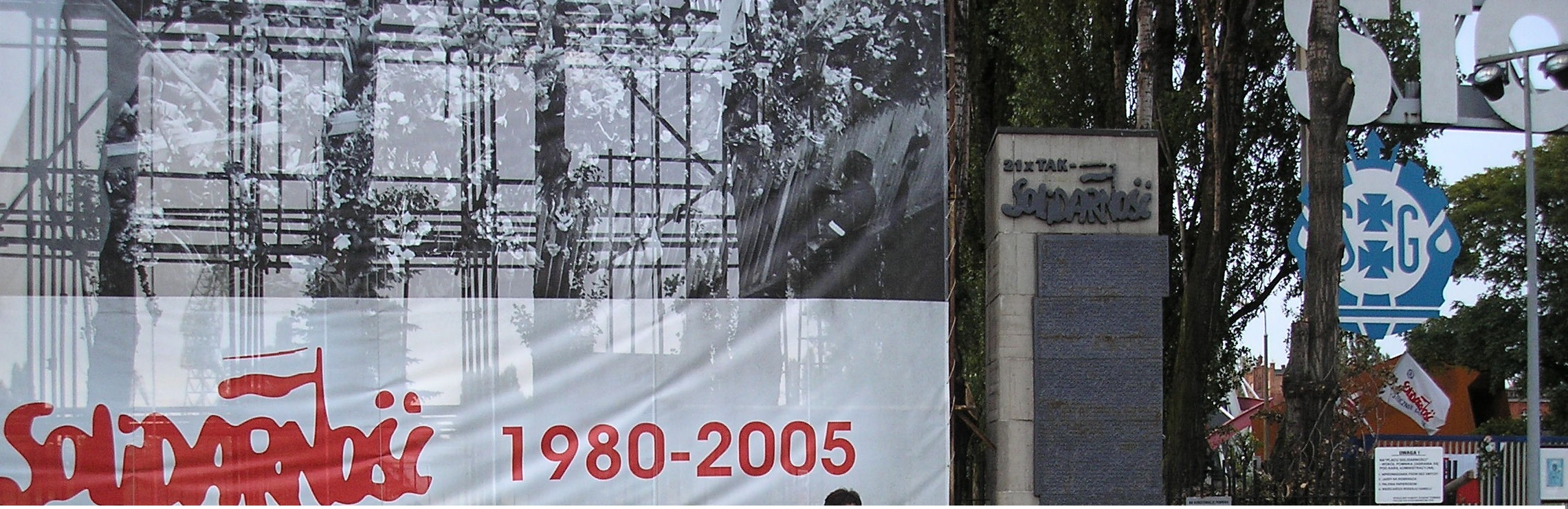
El sindicato polaco Solidarność (Solidaridad) simbolizó la oposición a los regímenes comunistas del Pacto de Varsovia. En la foto, una pancarta celebra el aniversario de las revueltas en los astilleros de Gdansk.

Las fricciones entre las naciones integrantes del Pacto de Varsovia y su inestabilidad se intensificaron, dejando a la Unión Soviética sin su "barrera natural", sus países satélites del Bloque del Este, como protección. En 1989 Moscú ya había rechazado la Doctrina Brézhnev, optando por estar en contra de la intervención en los asuntos internos de sus aliados del Pacto (lo que se denominó en su momento Doctrina Sinatra), que acabaría con la caída de los regímenes comunistas de la zona. 
Con su inmensa carga simbólica, en noviembre de 1989 cayó el muro de Berlín, lo que acabaría dando lugar a la reunificación alemana. Ascendieron al poder disidentes tan significados como el antiguo líder del sindicato "Solidaridad" Lech Walesa en Polonia (9 de diciembre de 1990), o Václav Havel en Checoslovaquia (29 de diciembre de 1989). Gradualmente, todas aquellas naciones vieron caer a sus gobiernos comunistas, ya fuese a través de elecciones populares o, como en el caso de Rumanía, por una sublevación popular, secundada por las Fuerzas Armadas el 17 de diciembre de 1989. El último presidente comunista rumano, Nicolae Ceaucescu fue fusilado junto con su esposa el día 24 de ese mismo mes.
Para 1991 los gobiernos comunistas de Bulgaria, Checoslovaquia, Alemania Oriental, Hungría, Polonia y Rumanía, que habían sido impuestos por la URSS después de la Segunda Guerra Mundial, habían caído. La revolución barrió toda Europa del Este.

### En el interior: el inicio de la disolución política
La Unión Soviética, especialmente las repúblicas de la Unión Soviética presentes en su seno, también comenzó a experimentar agitaciones en ese sentido. En las elecciones a las asambleas regionales de las repúblicas soviéticas, los nacionalistas y los reformadores radicales consiguieron amplias victorias. Con el sistema de represión política interna debilitado por Gorbachov, la capacidad de Moscú para imponer su voluntad a las repúblicas se tuvo que hacer un cambio que redujo drásticamente. Las repúblicas constituyentes comenzaban a afirmar su soberanía nacional ante Moscú, iniciándose una "guerra de leyes" con el gobierno central por el que aquellas fueron rechazando la legislación unitaria en las materias en que entrara en conflicto con normas locales, afirmando su control sobre sus propias economías y rechazando revertir sus ingresos fiscales a Moscú....
Por su parte, la RSFS de Rusia, en la primera sesión del Congreso de los Diputados del Pueblo de Rusia del 12 de junio de 1990, aprobaba la Declaración de Soberanía Estatal.

#### Las Repúblicas Bálticas
La organización proindependentista lituana Sąjūdis, fundada el 3 de junio de 1988, obtuvo una fuerte repercusión cuando en una visita de Gorbachov en enero de 1990 a Vilna convocó una manifestación a la que acudieron cerca de 250.000 personas. Las protestas masivas de carácter pacífico en las repúblicas bálticas, tales como la Cadena Báltica, llamaron la atención de los medios internacionales y agitaron movimientos de independencia en otras regiones. El ascenso del nacionalismo pronto reavivó las tensiones étnicas latentes en varias repúblicas soviéticas, atacando directamente el ideal soviético de un pueblo unificado.
El 11 de marzo de 1990 Lituania, dirigida por el presidente del Consejo Supremo, Vytautas Landsbergis, declaró su independencia. Sin embargo, el ejército soviético reprimió el movimiento con el uso de carros de combate, iniciando la URSS un bloqueo económico sobre la república, trasladando tropas al territorio "para asegurar los derechos de los rusos."

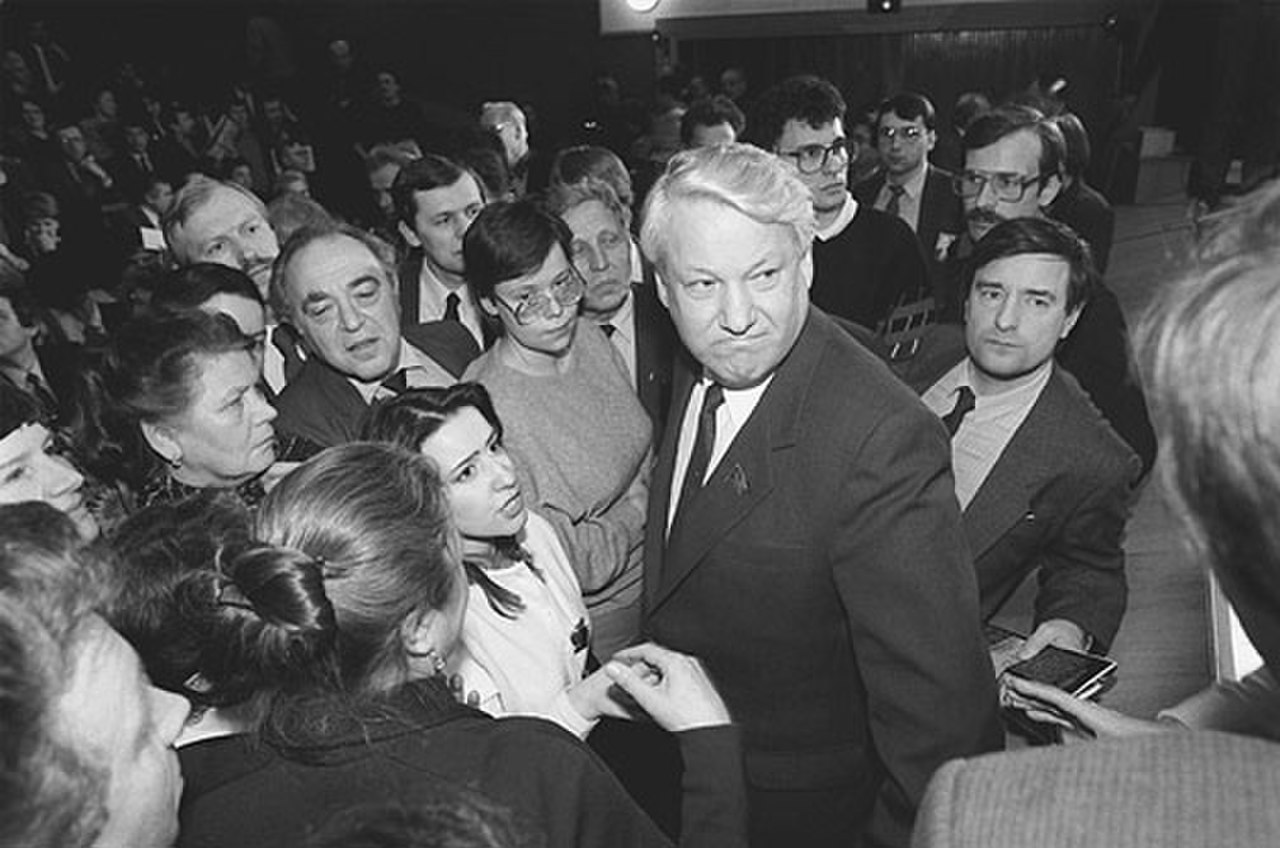
Borís Yeltsin, en una fotografía de 1989.

El 30 de marzo de 1990, el Consejo Supremo Estonio declaró que el poder soviético en la república, establecido en 1940, era ilegal, y comenzó un proceso para restablecer la soberanía estonia. Por las mismas fechas comenzaba el proceso de restauración de la independencia de Letonia, con el voto del Consejo Supremo letón el 4 de mayo de 1990 que estipulaba un período de transición hacia la soberanía.
El 13 de enero de 1991, las tropas soviéticas, junto con Spetsnaz (grupo Alfa de la KGB), asaltaron la torre de televisión de Vilnius. En el ataque se produjeron catorce víctimas civiles lituanas, así como cientos de heridos.

#### Asia Central y el Cáucaso
La primera manifestación de tensión en Asia Central fueron los acontecimientos en Kazajistán. El 16 de diciembre de 1986, en Almá-Atá tuvo lugar una manifestación de protesta, tras haber intentado Moscú imponer en la secretaría del Comité Central del Partido Comunista de la República a su candidato. La manifestación fue aplastada por el ejército; algunos de los participantes "desaparecieron sin dejar rastro", o fueron encarcelados. Estos acontecimientos tomaron el nombre de «Zheltoqsan».
Por otro lado, en 1988 comenzaron los conflictos en la zona del Cáucaso: en Nagorno-Karabaj, se produjeron episodios de lucha armada entre armenios y azerbaiyanos. En 1989, el Sóviet Supremo de la República Socialista Soviética de Armenia declaraba la asociación de Nagorno-Karabaj a Armenia, con lo que la vecina República Socialista Soviética de Azerbaiyán comienza un bloqueo sobre la zona. En abril de 1991, comienza la guerra entre las dos repúblicas (véase Guerra del Alto Karabaj).
En 1990, comenzaron los desórdenes en el Valle de Ferganá, con un componente étnico por la mezcla de varias nacionalidades del Asia Central. La rehabilitación de los pueblos deportados por Stalin llevará pronto al aumento de la tensión en varias regiones, en particular en Crimea — entre los tártaros de Crimea y los rusos, o en Osetia del Norte — entre osetios e inguses.

#### El referéndum de marzo de 1991
El 17 de marzo de 1991, en un referéndum celebrado en toda la Unión, un 78 % de los participantes votó a favor de la permanencia de la Unión Soviética, pronunciándose también a favor de la reforma de la misma. Las repúblicas bálticas (Estonia, Letonia y Lituania), RSS de Armenia, RSS de Georgia y RSS de Moldavia boicotearon la convocatoria. En cada una de las otras nueve repúblicas, la mayoría de los votantes apoyó que se mantuviera la Unión Soviética. Tras darse a conocer los resultados, Armenia decidió reincorporarse a la discusión acerca de la Unión.
El 12 de junio de 1991, Borís Yeltsin, presentándose como independiente, obtuvo el 57% del voto en las primeras elecciones democráticas para la presidencia de la RSFS de Rusia, derrotando al candidato de Gorbachov, Nikolái Ryzhkov (que solo sumó un 16%). En su campaña electoral, Yeltsin criticó la “dictadura del centro", pero no prometió explícitamente la introducción de una economía de mercado. En cambio, sostuvo que evitaría a toda costa el aumento de los precios. Yeltsin tomó posesión del cargo el 10 de julio.

## El Golpe de agosto de 1991
Enfrentado con el creciente separatismo de algunas repúblicas, Gorbachov intentaba reestructurar la Unión en un Estado menos centralizado. El 20 de agosto de 1991 estaba programada la firma de un nuevo Tratado de la Unión, que debía convertir la URSS en una federación de repúblicas independientes con un presidente común y competencias en política exterior y defensa. En todo caso, el nuevo tratado tenía el apoyo de las repúblicas del Asia Central, que necesitaban el poder económico y el mercado común que significaba la Unión para prosperar. Sin embargo, también preservaba el control del PCUS sobre la economía y la vida social. 
Así, los reformistas más radicales estaban cada vez más convencidos de que se requería una transición rápida a una economía de mercado, aunque el resultado propiciara la desintegración del Estado soviético. Todo ello coincidía también con el deseo de las autoridades locales, como la presidencia de Yeltsin, de establecer su pleno poder sobre sus territorios, deshaciéndose del control ideológico de Moscú. Contrarios al acercamiento de los reformadores al nuevo tratado, los conservadores comunistas restantes de la URSS, una facción todavía fuerte dentro del PCUS y el Ejército, se oponían completamente a lo que percibían como debilitamiento del Estado soviético.
El 19 de agosto de 1991, el vicepresidente de Gorbachov, Guennadi Yanáyev, el primer ministro Valentín Pávlov, el ministro de defensa Dmitri Yázov, el jefe de KGB Vladímir Kryuchkov y otros altos funcionarios dieron un golpe de Estado para evitar la firma, formando para ello un "Comité Estatal de Emergencia". El Comité (conocido posteriormente como la Banda de los ocho) puso a Gorbachov (en aquel momento de vacaciones en Forós, Crimea) bajo arresto domiciliario, introdujo de nuevo la censura política e intentó restaurar el Estado de unión. Los líderes golpistas publicaron un decreto de emergencia que suspendía la actividad política y prohibía la mayor parte de los periódicos.

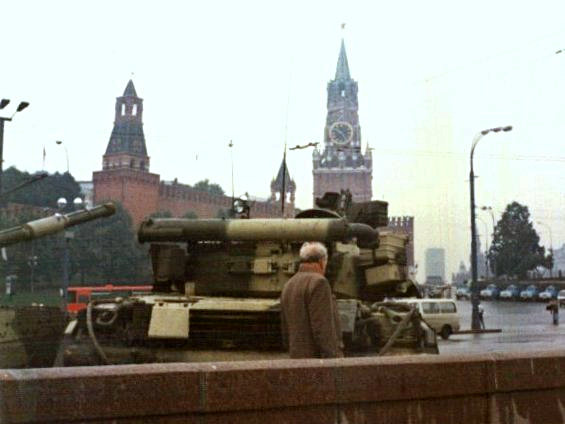
Tanques en la Plaza Roja, durante el intento de golpe de Estado.

En Moscú, miles de personas salieron a defender la "Casa Blanca" (la oficina de la presidencia, ocupada por Yeltsin), símbolo de la soberanía rusa. Los organizadores intentaron detener al presidente, pero finalmente desistieron y este lideró la oposición masiva al golpe.
Tras tres días, el 21 de agosto el golpe colapsó, los organizadores fueron detenidos, y Gorbachov devuelto como presidente de la Unión Soviética. Sin embargo, sus poderes se vieron fatalmente comprometidos, ya que ni la Unión ni las estructuras de poder de la RSFS de Rusia prestaron ya atención a sus órdenes a raíz del fallido golpe.
En otoño de 1991 el gobierno ruso asumió el gobierno de la Unión sobre su territorio, ministerio por ministerio. En noviembre de 1991, el presidente de la RSFS de Rusia Yeltsin publicó un decreto que prohibía al PCUS en la república rusa. Muchos antiguos apparátchiks abandonaron el Partido Comunista hacia nuevas posiciones en la estructura del gobierno.

## La desaparición
Aunque había diferentes proclamas independentistas con anterioridad al golpe (la primera, en enero de 1990, de la República Soviética autónoma de Najicheván, actualmente Azerbaiyán, o la posterior de 11 de marzo de Lituania), fue tras este que las repúblicas soviéticas aceleraron sus respectivos procesos de independencia, declarando su soberanía una tras otra. El 6 de septiembre de 1991, el gobierno soviético reconoció la independencia de los tres países bálticos, que tenían el apoyo decidido de las potencias occidentales. Aun así el 18 de octubre, Gorbachov y los representantes de 8 repúblicas (excluyendo Azerbaiyán, Georgia, Moldavia, Ucrania y las Repúblicas bálticas) firmaron un acuerdo que daba forma al referéndum de agosto, formando una nueva comunidad económica. El 1 de diciembre de 1991 Ucrania celebraba un referéndum, en el que el 90% de votantes optaba por la independencia.
Mientras tanto, la situación de la economía soviética siguió deteriorándose. Hacia diciembre de 1991, la escasez de comida en Rusia central causaba la introducción del racionamiento en el área de Moscú por primera vez desde la Segunda Guerra Mundial. Sin embargo, Gorbachov y su gobierno aún eran opuestos a las reformas demasiado rápidas o radicales, como se consideró el programa de los 500 días de Grigori Yavlinski. Para acabar con la oposición de Gorbachov, Yeltsin decidió disolver la Unión Soviética mediante la firma del Tratado de Belavezha que abolía el Tratado de Creación de la URSS de 1922. Vista por algunos como una medida forzosa para salvar al país del colapso económico, la actuación de Yeltsin fue ampliamente apoyada por la población, así como por los presidentes de la RSS de Ucrania y la RSS de Bielorrusia, repúblicas firmantes del Tratado de Creación de la URSS de 1922.
Con el tiempo irían proclamando su independencia casi todas las repúblicas de la Unión, así como algunas repúblicas autónomas de Rusia, concluyéndose la disolución política de la URSS en diciembre de 1991. El día 8 de ese mes, se firmó el Tratado de Belavezha, por el que las tres Repúblicas eslavas — Rusia, Bielorrusia y Ucrania — declaraban la URSS disuelta y constituían la Comunidad de Estados Independientes (CEI), abierta al resto de las Repúblicas. Aunque Gorbachov describió el acuerdo como un golpe inconstitucional, pronto se observó que no había marcha atrás en los acontecimientos.
El 12 de diciembre,  el Soviet Supremo de la RSFS de Rusia ratificaba el Tratado de Belavezha denunciando el Tratado de Creación de la URSS de 1922. El día 17, doce de las quince repúblicas soviéticas firmaron la Carta Europea de la Energía en La Haya como estados soberanos aún sin serlo de iure, junto con otros veintiocho países europeos, la Comunidad Europea y cuatro países no europeos. El 21 de diciembre, los representantes de todas las repúblicas soviéticas, excepto Georgia, firmaron el Protocolo de Almá-Atá, confirmando la disolución de la Unión.

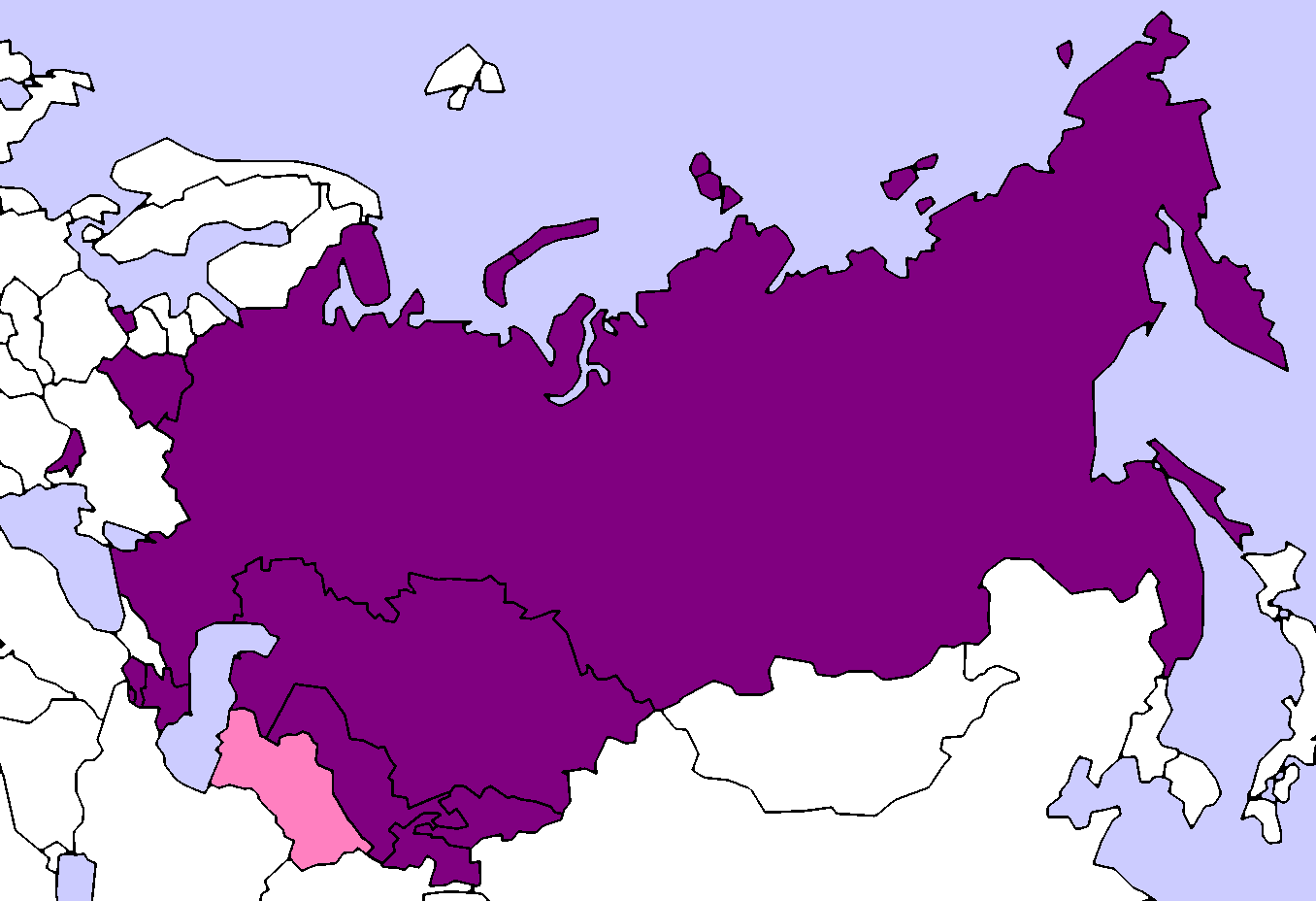
Mapa de la actual CEI, heredera de la Comunidad de Estados Independientes cuya creación acabaría provocando la disolución de la URSS.

En esa misma fecha, todas las antiguas repúblicas soviéticas, exceptuando los tres países bálticos, acordaron integrarse en la CEI. El acuerdo de Almá-Atá autorizaba también a Rusia para ocupar el asiento de la URSS en el Consejo de Seguridad de las Naciones Unidas. El 24 de diciembre de 1991, el embajador soviético en la ONU entregó al secretario general una carta del presidente ruso, Borís Yeltsin, informándole de dicho extremo. El documento fue puesto en circulación entre el resto de miembros de la ONU y fue aceptado sin objeción alguna el 31 de diciembre.
El 25 de diciembre de 1991 Gorbachov, cediendo ante lo inevitable, dimitió como presidente de la URSS, declarando la presidencia extinguida y traspasando sus poderes restantes al presidente de Rusia, asumiendo ésta los compromisos y la representación internacional del desaparecido Estado. Durante la noche de aquel mismo día, la bandera soviética fue arriada por última vez del Kremlin de Moscú. 
Un día más tarde, el 26 de diciembre de 1991, el Sóviet Supremo de la Unión Soviética reconoció la extinción de la Unión y se disolvió. Para finales de año todas las instituciones soviéticas oficiales habían cesado sus actividades, y las repúblicas asumieron el papel del gobierno central. Todas las Repúblicas de la Unión Soviética fueron reconocidas internacionalmente como Estados independientes.
| Mapa de las Repúblicas Soviéticas | Repúblicas soviéticas 1. RSS de Armenia 2. RSS de Azerbaiyán 3. RSS de Bielorrusia 4. RSS de Estonia 5. RSS de Georgia 6. RSS de Kazajistán 7. RSS de Kirguistán 8. RSS de Letonia 9. RSS de Lituania 10. RSS de Moldavia 11. RSFS de Rusia 12. RSS de Tayikistán 13. RSS de Turkmenistán 14. RSS de Ucrania 15. RSS de Uzbekistán | Países actuales 1. Armenia 2. Azerbaiyán 3. Bielorrusia 4. Estonia 5. Georgia 6. Kazajistán 7. Kirguistán 8. Letonia 9. Lituania 10. Moldavia 11. Rusia 12. Tayikistán 13. Turkmenistán 14. Ucrania 15. Uzbekistán |

## Resumen
Los cuatro elementos del viejo sistema soviético eran la jerarquía de los soviets, el federalismo étnico, el socialismo estatal, y el dominio del Partido Comunista. Las políticas de Gorbachov de perestroika y glásnost produjeron efectos radicales imprevistos, que fueron minando gradualmente ese sistema hasta su desaparición.
Buscando reanimar el Estado soviético, Gorbachov repetidamente intentaba construir una coalición política que apoyara las reformas, creando nuevas bases de poder. Las medidas buscaban resolver problemas económicos serios y enfrentar la apatía política que amenazaba con estancar la economía Unión Soviética por un largo tiempo.
Sin embargo, el efecto de esas políticas produjo involuntariamente el surgimiento de nuevas oportunidades para acumular poder para los líderes locales y los movimientos populares de las repúblicas, que fueron ganando influencia. Así, las políticas de Gorbachov acabaron favoreciendo a fuerzas nacionalistas, comunistas ortodoxos, y populistas que se oponían a sus tentativas de liberalizar y revivificar el comunismo soviético. Así, aunque algunos nuevos movimientos aspiraran a sustituir el sistema soviético por uno liberal-democrático, otros exigían la independencia de las repúblicas nacionales, y algunos más la vuelta a los viejos modos soviéticos. Gorbachov no pudo forjar un compromiso entre estas fuerzas, y la consecuencia final fue el colapso de la Unión Soviética.

## Reestructuración postsoviética
A fin de reestructurar el sistema de cara a la transición a una economía basada en el libre mercado, el "programa de choque" de Yeltsin empezó a aplicarse en Rusia unos días después de la disolución de la Unión Soviética. Las subvenciones otorgadas a las granjas colectivas e industrias deficitarias se eliminaron, se abolió el control de precios, mientras el rublo se movía hacia la libre convertibilidad, permitiendo su plena comercialización a nivel internacional.

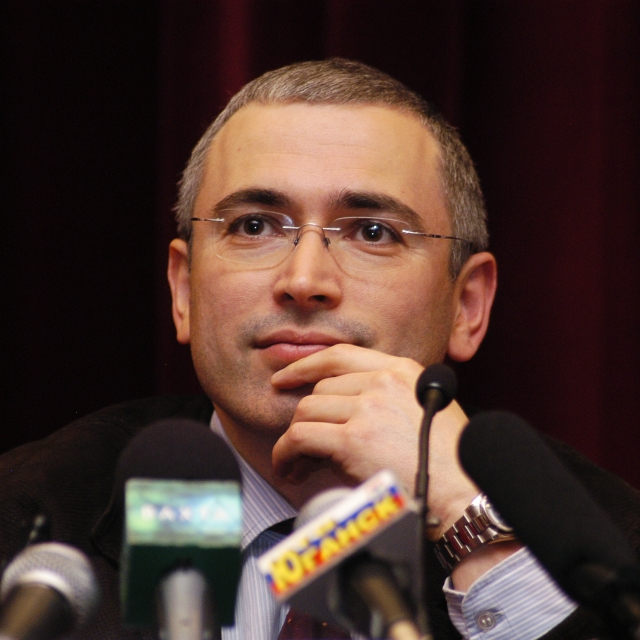
Mijaíl Jodorkovski fue uno de los mayores oligarcas rusos de finales del s.XX e inicios del (en 2004 era el hombre más rico de Rusia según la revista Forbes). Tras perder el favor de las autoridades rusas, fue acusado y posteriormente condenado por fraude y evasión fiscal. Actualmente libre tras perdón presidencial.

No obstante, la disolución del viejo aparato económico trajo también nuevas oportunidades para antiguos miembros de la nomenklatura del PCUS, así como para algunos altos burócratas (inclusive del propio círculo de Yeltsin) que pronto se transformaron en "empresarios capitalistas", consiguiendo tomar el control de antiguas propiedades estatales. Después de obtener el poder, una porción apreciable de estos "reformadores idealistas" logró poseer a título personal enormes propiedades provenientes de las privatizaciones, usando para ello su influencia política y las nuevas reglas capitalistas triunfantes, con lo que pronto surgieron oligarquías comerciales dudosamente éticas para una pretendida democracia. Entre los oligarcas más conocidos se contaban los nombres de Borís Berezovski, Mijaíl Jodorkovski o Vladímir Potanin.
El hecho es que las instituciones soviéticas fueron abandonadas antes del establecimiento de nuevas estructuras legales propias la economía de mercado, como los mecanismos y entidades de regulación de la propiedad privada, la supervisión de los mercados financieros y el control del pago de impuestos, que solo fueron creados posteriormente. De hecho, los economistas de mercado estimaban que la desaparición del orden administrativo soviético impulsaría el P.I.B. y el nivel de vida más eficazmente de lo que lo hizo.
Del mismo modo el colapso de la URSS debía suponer el nacimiento de nuevas posibilidades de producción al suprimirse la planificación central, instaurarse un sistema de mercado descentralizado y procederse a la liberalización de la economía aumentando el suministro de incentivos para la privatización. No obstante, la URSS carecía de técnicos y funcionarios debidamente preparados para afrontar estas reformas, ni con académicos familiarizados con la aplicación práctica del capitalismo; por el contrario, el país poseía una élite política y económica (la antigua nomenklatura) acostumbrada a regir el Estado sin contrapeso alguno y ávida de conservar su riqueza e influencia.
Desde la disolución de la Unión Soviética, la nueva Federación de Rusia afrontó muchos problemas no esperados por los defensores de libre mercado: entre otras cosas, el 25% de la población descendió por debajo del umbral de la pobreza en los años 90, la esperanza de vida cayó, los índices de natalidad se mantuvieron bajos, y el P.I.B. llegó a reducirse a la mitad. Estos problemas condujeron a una serie de crisis durante esa década, que casi condujeron a la elección del rival comunista de Yeltsin, Guennadi Ziugánov, en la elección presidencial de 1996.